# Душители из Бомбея
«Душители из Бомбея» (англ. The Stranglers of Bombay, 1960) — детективный триллер режиссёра Теренса Фишера. Фильм является вольной интерпретацией реальных исторических событий происходивших в Индии XIX века.

## Сюжет
Индия, 1820: ост-индское торговое общество пытается всеми силами побороть серьёзную проблему. Дело в том, что несметное число караванов и тысячи приезжих таинственным образом исчезают по всей стране. К дело подключается чиновник полиции Коннаут-Смит (Аллан Катберстон), чему противится полковник Льюис (Гай Ролф), Коннаут сам решает распутать дело. После того, как пропадает его слуга, детектив выходит на след фанатичной секты, поклоняющейся богине Кали, которой приносят в жертву «чужаков», душа их шелковыми шарфами, а затем хороня в общих могилах. Вскоре сам Коннаут-Смит попадает в лапы секты и должен бороться за свою жизнь. Льюис узнает о странной связи между сектой и высокопоставленным индийским сановником и одноглазым британским офицером.